# Wanna
Wanna is een gemeente in de Duitse deelstaat Nedersaksen. De gemeente maakt deel uit van de Samtgemeinde Land Hadeln in het Landkreis Cuxhaven. Wanna telt 2.221 inwoners. De gemeente omvat de kernen Ahlen-Falkenberg, Osterwanna, Osterwannaer Kampen, Westerwanna en Süderleda.

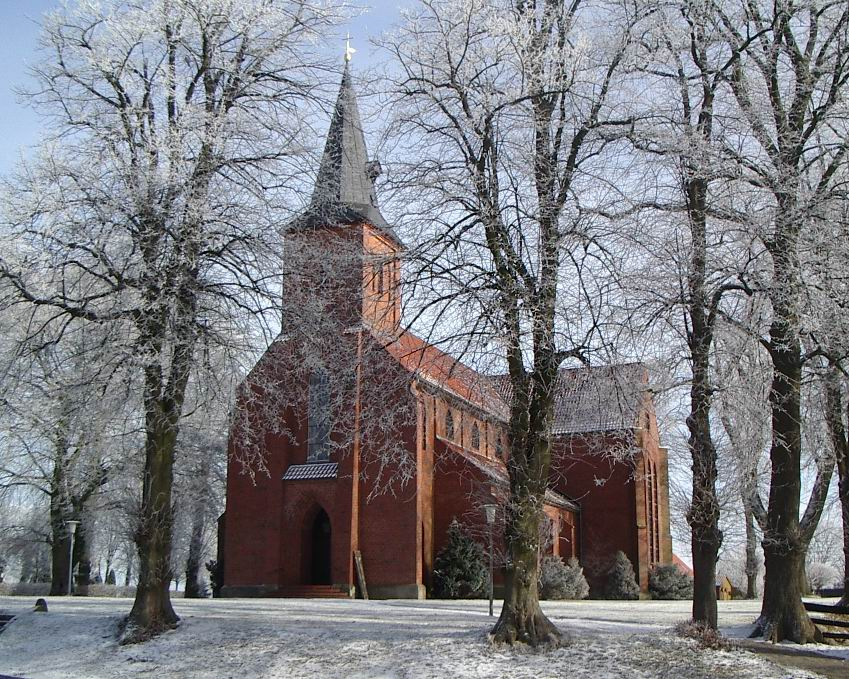
Kerk van Westerwanna
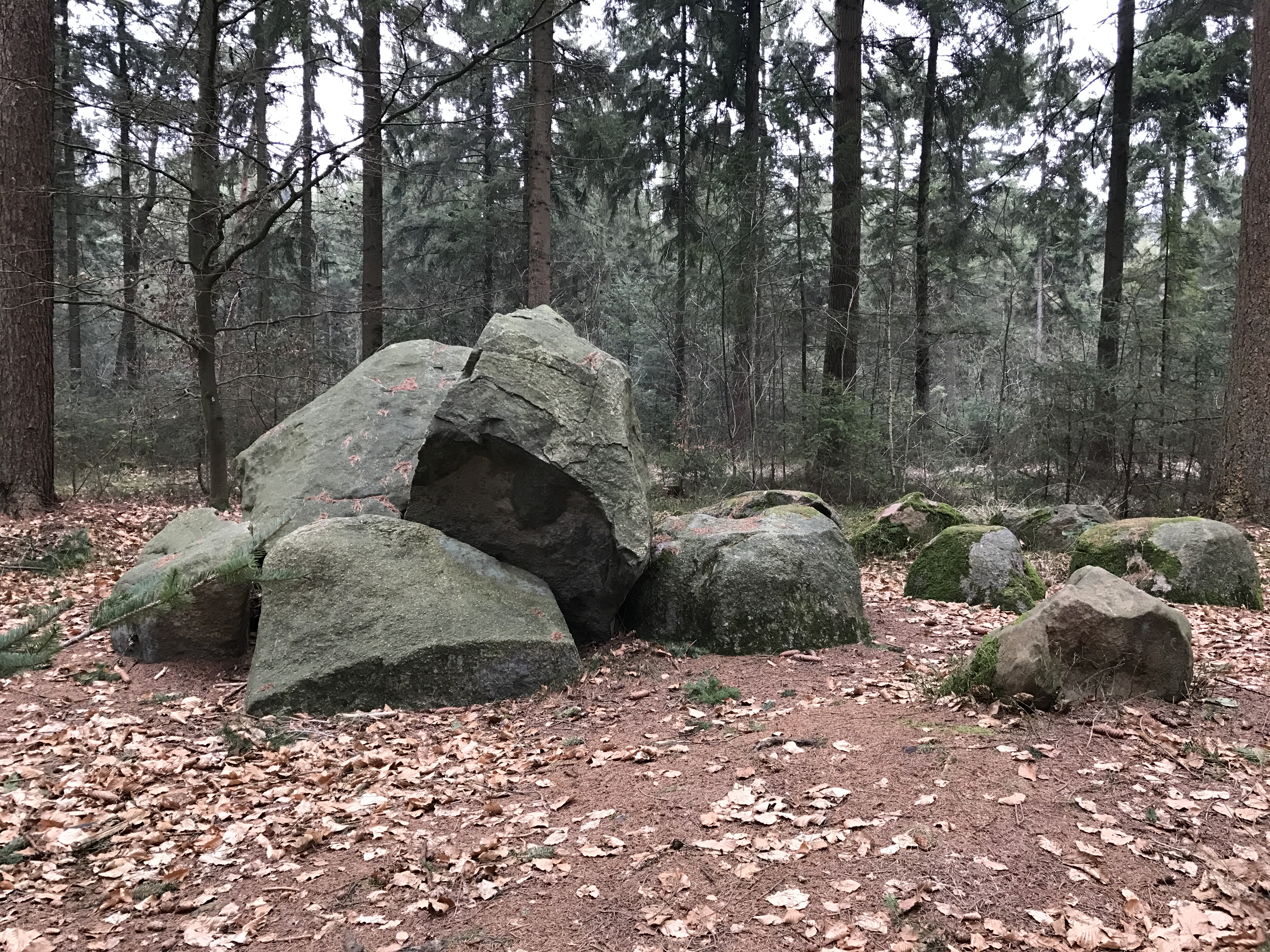
Hunebed bij Ahlen-Falkenberg
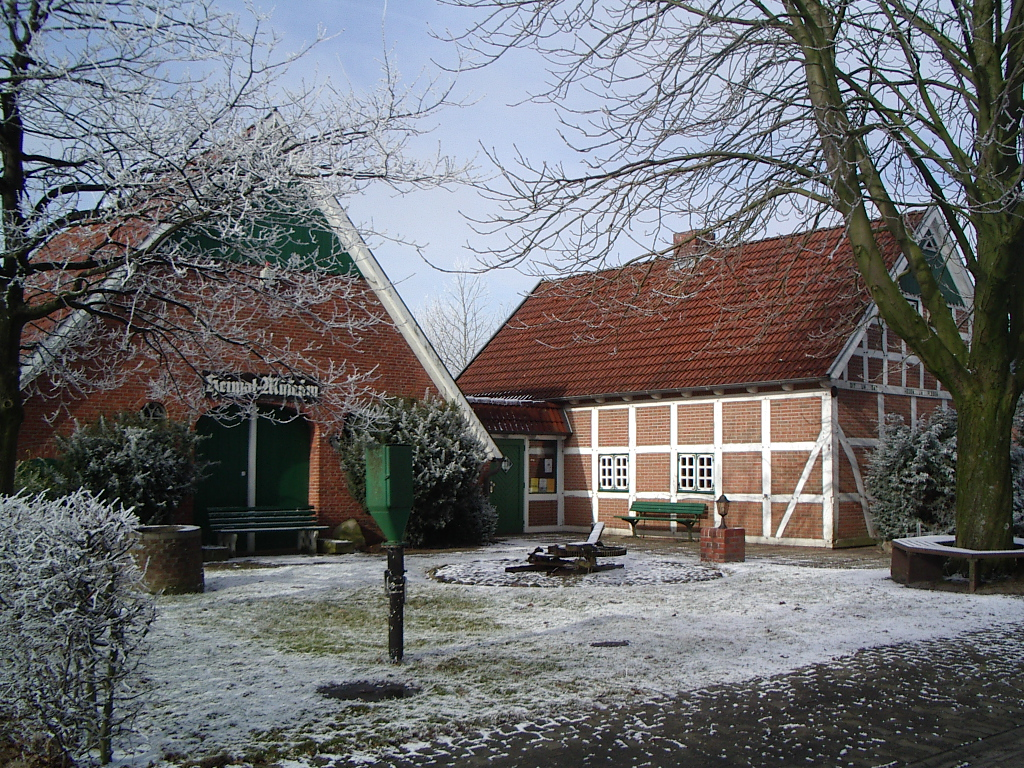
Heimatmuseum

- Gemeinsame Normdatei: 4548863-0
- Virtual International Authority File: 237002388
- WorldCat: E39PCjyqYhFwb9wK8mH46QxrG3